# Davon Jefferson
Jerry Davon Jefferson (Lynwood, California, 3 de noviembre de 1986) es un jugador de baloncesto estadounidense que actualmente forma parte de la plantilla de los Atléticos de San Germán de la BSN. Con 2,03 metros de estatura, juega en la posición de ala-pívot.